# André Büssing

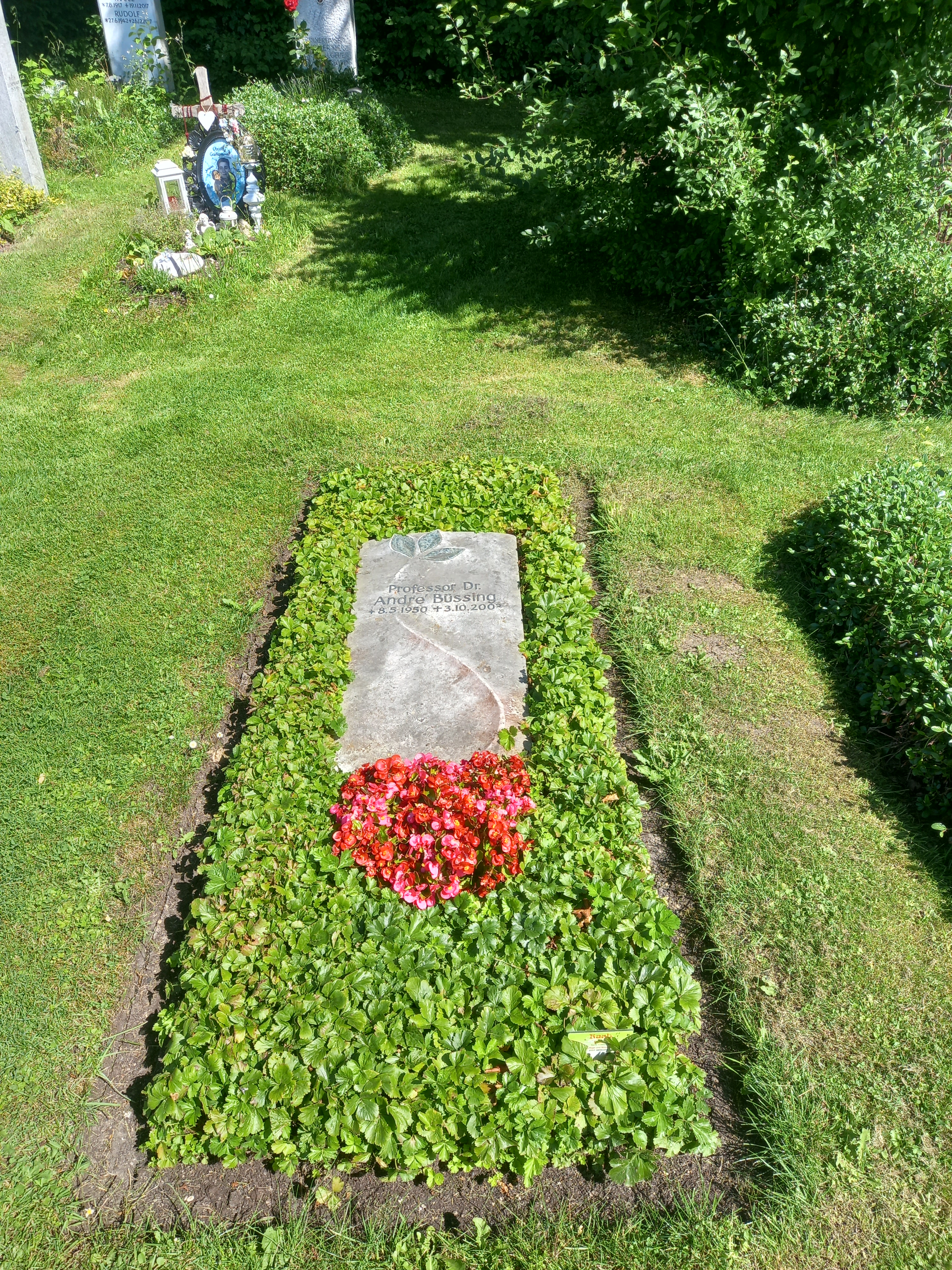
Das Grab von André Büssing auf dem Neuen Südfriedhof in München

André Büssing (* 8. Mai 1950 in Vechta; † 3. Oktober 2003 in München) war ein deutscher Psychologe und Inhaber des Lehrstuhls für Psychologie der Technischen Universität München.

## Werdegang
Büssing studierte Mathematik und Psychologie an der Rheinisch-Westfälischen Technischen Hochschule Aachen. Sein Diplom in Mathematik erwarb er 1974, das in Psychologie 1976. An der Universität Gesamthochschule Kassel promovierte er 1982 mit einer Untersuchung über Arbeitszufriedenheit bei Klinischen Psychologen zum Dr. phil. Für seine Habilitationsschrift („Organisationsstruktur, Tätigkeit und Individuum“) – eingereicht 1986 an der Universität Osnabrück – untersuchte Büssing Pflegetätigkeiten in psychiatrischen Krankenhäusern.
Anschließend arbeitete Büssing kurzzeitig bei einer Versicherung, bevor er 1988 Professor für Arbeits- und Organisationspsychologie an der Universität Konstanz wurde. Im Jahr 1993 erhielt er einen Ruf auf den Lehrstuhl für Psychologie an der Technischen Universität München als Nachfolger von Carl Graf Hoyos.
André Büssing verstarb im Oktober 2003 nach kurzer schwerer Krankheit.

## Arbeitsgebiete
Büssing forschte auf den Gebieten Telearbeit, Arbeitszufriedenheit, Vereinbarkeit von Arbeit, Familie und Freizeit, Stress und Burn-out. Besonderes Augenmerk legte auf die Arbeitsbedingungen in den Pflegeberufen. Unter seiner Leitung verließen einundfünfzig Forschungsberichte den Lehrstuhl für Psychologie.

## Werke
Büssing ist Erstautor von elf Monografien, Mitherausgeber einiger Sammelbände; er war an über hundert Zeitschriftenartikeln und Beiträgen in Büchern beteiligt.